# عزرا كورنيل
عزرا كورنيل (بالإنجليزية: Ezra Cornell)‏ (ولد في 11 يناير 1807 وتوفى في 9 ديسمبر 1874) كان رجل أعمال أمريكي الجنسية ومن مؤسسي جامعة كورنيل مع أندرو ديكسون وايت ومؤسس شركة ويسترن يونيون.

## ميلاده وبداية حياته
ولد في ويست شيستر بنيويورك ونشأ بالقرب من من مدينة دي ريوتر بنيويورك، وهو ابن عم بول كورنيل مؤسس حي هايدي بارك بشيكاغو، سافر مرات عديدة إلى ولاية نيويورك بصفته نجار، وعنما رأى بحيرة كايوجا وأيزاكا قرر أن أيزاكا ستكون بلدته المستقبلية.

## روابط خارجية
- عزرا كورنيل على موقع الموسوعة البريطانية (الإنجليزية)
- عزرا كورنيل على موقع إن إن دي بي (الإنجليزية)